# La Côte-d'Aime
La Côte-d'Aime era una comuna francesa situada en el departamento de Saboya, de la región de Auvernia-Ródano-Alpes, que el 1 de enero de 2016 pasó a ser una comuna delegada de la comuna nueva de La Plagne-Tarentaise al fusionarse con las comunas de Bellentre, Mâcot-la-Plagne y Valezan.

## Demografía
| Gráfica de evolución demográfica de La Côte-d'Aime entre 1800 y 2013 |
|                                                                      |

Los datos demográficos contemplados en este gráfico de la comuna de La Côte-d'Aime se han cogido de 1800 a 1999 de la página francesa EHESS/Cassini, y los demás datos de la página del INSEE.